# 아울리이 크러발리오
아울리이 크러발리오(영어: Auli'i Cravalho, 2000년 11월 22일 ~ )는 미국의 배우, 성우, 가수이다. 디즈니 애니메이션 영화 《모아나》에서 주인공 모아나의 더빙을 맡았다.

## 약력
아울리이는 2000년 11월 22일 미국 하와이 하와이섬에서 태어났다. 하와이 원주민, 포르투갈, 중국, 아일랜드 혈통을 이었다.
《모아나》에 캐스팅될 당시 아울리이는 하와이 밀리라니에서 어머니와 살았으며, 고등학교 신입생이였다. 처음에는 모아나 캐스팅에 지원하지 않으려했다. 유튜브에 이미 엄청난 캐스팅 지원이 몰렸기 때문이였다.
월트 디즈니 컴퍼니가 밝히길, 수 백명의 폴리네시아 여성이 이 역할에 지원했는데, 아울리이가 오디션을 본 마지막 사람이였다고 한다.

## 출연 작품

### 영화
- 모아나 (2016) - 모아나 역 (목소리)
- 주먹왕 랄프 2: 인터넷 속으로 (2018) - 모아나 역 (목소리, 카메오)
- 록스타처럼! (2020) - 앰버 애플턴 역
- 크러쉬 (2022) - AJ 캠포스 역
- 다비의 유령 카운슬링 (2022) - 캐프리 도너휴 역
- 퀸카로 살아남는 법: 더 뮤지컬 (2024) - 제니스 사키시언 역
- 모아나 2 (2024) - 모아나 역 (목소리)

### 텔레비전
- 라이즈 (2018) - 릴렛 수아레즈 역
- 더 파워 (미정) - 조이 클리어리로페즈 역